# IC 4645
IC 4645 — галактика типу D (карликова галактика) у сузір'ї Геркулес.
Цей об'єкт міститься в оригінальній редакції індексного каталогу.